# Подгорный, Сергей Георгиевич
Сергей Георгиевич (Григорьевич) Подгорный (род. 17 июля 1962 года, Тбилиси, Грузинская ССР, СССР) — советский и российский футболист, полузащитник. Мастер спорта СССР.
Воспитанник ленинградской СДЮШОР «Смена». 29 сентября 1980 провёл единственную игру в высшей лиге чемпионата СССР — в составе ленинградского «Зенита» отыграл второй тайм в гостевом матче против московского «Торпедо». Весной следующего года сыграл 4 матча на Кубок СССР, провёл 22 матча за дубль «Зенита». В середине сезона перешёл в ленинградское «Динамо» из второй лиги, за которое отыграл 2,5 года. В первенстве СССР выступал также в командах второй лиги «Север» Мурманск (1984), «Спартак» Рязань (1985—1986), «Волга» Калинин/Тверь (1987—1989, 1991), «Кировец» Ленинград (1990, вторая низшая лига).
В первенстве России Подгорный играл за «Прогресс» Черняховск (1992), «Балтику» Калининград (1993), петербургские клубы «Смена-Сатурн» (1994), «Локомотив» (1995—1997).